# سازماندهی
سازماندهی، عمل بازآرایی اجزاء است که بر اساس یک یا چند قاعده صورت می‌گیرد.
در مدیریت، سازماندهی را فرایندی می‌دانند که طی آن با تقسیم کار میان افراد و گروه‌های کاری و ایجاد هماهنگی میان آنها، برای کسب اهداف تلاش می‌شود.سازماندهی در حکم فرایندی است که به صورت پیوسته و مستمر ادامه دارد و حیات سازمانی به اطمینان از وجود ساختاری که اثربخشی و کارایی را حاصل گرداند، بستگی خواهد داشت. در واقع سازماندهی شامل وظایفی است که باید اجرا شود، تشخیص کسانی است که باید اجرا کنند، چگونگی گروه‌بندی وظایف و تعیین کسانی است که باید گزارش دهند یا گزارش بگیرند.
باتوجه به تعریف فوق، این فرایند شامل سه مرحلهٔ زیر است:
1. طراحی و تعریف کارها و فعالیت‌های ضروری
2. دسته‌بندی فعالیت‌ها بر حسب مشاغل و منصب‌های سازمانی تعریف شده
3. برقراری رابطه میان مشاغل و منصب‌های سازمانی، برای کسب اهداف مشترک[۱].

## ساختار سازمانی
ساختار سازمانی، چارچوبی است که مدیران برای تقسیم و هماهنگی فعالیت‌های اعضای سازمانی آن را ایجاد می‌کنند. ساختار سازمانی سازمان‌های مختلف با هم متفاوت‌اند زیرا شرایط محیطی و راهبردها و اهدافی که سازمان‌ها دنبال می‌کنند با هم تفاوت دارند. ساختار سازمانی الگوهای تعیین شده برای روابط میان اعضای یک سازمان است و نظامی رسمی است زیرا مدیران عالی به‌طور رسمی آن را پدید می‌آورند. ساختار سازمانی از عواملی چون «محیط»، «فناوری»، «اندازه»، و «استراتژی» سازمان و نحوهٔ توزیع «قدرت کنترل» در آن قرار دارد.

### ساختار رسمی
ساختار رسمی را مسئولان به‌ طور قانونی بنیان می‌گذارند و تصویب می‌کنند و در آن تعداد مشاغل، حدود وظایف و اختیارات و چگونگی اجرای آن‌ها مشخص می‌شود.

### ساختار غیررسمی
ساختار غیررسمی به‌ طور طبیعی پس از ایجاد ساختار رسمی پدید می‌آید. سازمان غیررسمی حاصل تعامل اجتماعی مداوم است و ساختار رسمی را تعدیل و تحکیم می‌کند یا آن را گسترش می‌دهد.

## عوامل پنج گانه هماهنگی شغلی
1. سازگاری رویاروئی: همانند پارو زدن دو نفر در یک قایق
2. سرپرستی مستقیم: همانند پارو زدن پانزده نفر در یک قایق زیر نظر یک نفر
3. استاندارد کردن فرایندهای کاری: تجربه خانم راکو
4. استاندارد کردن بازده کاری: همانند رانندگان تاکسی‌های خطی
5. هماهنگی از طریق مهارتهای شغلی: بکارگماری افراد با مهارت‌های استاندارد و با تکیه بر آموزش[۷]